# Signe de Murphy
Pour les articles homonymes, voir Murphy.
En médecine, le signe de Murphy est un signe clinique qui peut être identifié à l'examen physique ou à l'échographie. Il est mis au point par le chirurgien américain John Benjamin Murphy à la fin du XIXe siècle.

## Recherche lors de l'examen physique
Pour évaluer le signe de Murphy, le médecin palpe profondément sous le rebord costal droit au niveau de la ligne médio-claviculaire. Il demande ensuite au patient de prendre une inspiration profonde. Le test est positif si la douleur au site de la palpation empêche le patient de terminer son inspiration. Cette douleur est due au contact de la vésicule biliaire sensible avec les doigts de l'examinateur lorsqu'elle est poussée vers le bas par la descente du diaphragme lors de l'inspiration profonde.

## Recherche lors de l'échographie
Lors de l'échographie, la technique est semblable mais les doigts du médecin sont remplacés par la sonde échographique. L'échographie permet de confirmer que la sonde est placée au niveau de la vésicule biliaire.

## Utilité diagnostique
Il est utile pour le diagnostic différentiel des douleurs abdominales du quadrant supérieur droit. Il est typiquement positif dans la cholécystite et négatif dans la cholangite et les cholédocolithiases. Ce signe a une bonne spécificité et sensibilité mais sa fiabilité diminue chez les personnes âgées.